# 哈拉里—修普先子模型
哈拉里—修普先子模型（Harari–Shupe preon model），又稱粒生子模型（Rishon model，簡稱RM），是最早提出的前子（又稱先子）模型，這個模型的目的是要為粒子物理學的標準模型中的現象提供解釋。這模型最早分別由海姆·哈拉里（英语：Haim Harari）與麥可·A·修普（Michael A Shupe）獨立提出，之後哈拉里與其學生内森·塞伯格擴展了這模型。

## 模型解說
在粒生子模型中，有兩種統稱為粒生子（Rishon，此詞源自希伯來語指稱「主要」的詞彙רִאשׁוֹן）的前子。而這兩種粒生子分別稱作T-粒生子（符號T，T取自英語的Third（意即「第三」或「三分之一」，這是因為在模型中T-粒生子的電荷是+1/3 e之故）或希伯來語中意指「無形」的字眼תֹהוּ/Tohu）和V-粒生子（符號V，V取自英語的Vanish（意即「消失」，這是因為在模型中V-粒生子是電中性的之故）或希伯來語中意指「空虛」的字眼בוהו/Vohu/Bohu）。所有的輕子跟夸克都是由三個粒生子組成的，而這些由三個粒生子組成的粒子的自旋都是1/2。以下是在模型中各種輕子跟夸克次結構：
- TTT = 正子（反電子）
- VVV = 電子微中子
- TTV, TVT 及 VTT = 三種色荷的上夸克
- VVT, VTV 及 TVV = 三種色荷的反下夸克

每種粒生子都各有一種對應的反粒子，因此也有以下的組成：
- TTT = 電子
- VVV = 反電子微中子
- TTV, TVT, VTT = 三種色荷的反上夸克
- VVT, VTV, TVV = 三種色荷的下夸克

- W+ 玻色子 = TTTVVV
- W− 玻色子 = TTTVVV

注意事項：
- 在粒生子模型中，物質和反物質數量一樣多，但之所以為何TTT、TVV和TTV之類的組合較常見，而TTT、TVV和TTV之類的組合較少見這點，依舊是一個開放問題。
- 在這模型中，一般假定較高世代的輕子跟夸克是第一世代的輕子跟夸克的激發態；然而模型並未說明這些激發態是什麼。
- 簡單的粒生子模型並未對輕子跟夸克的質量譜提供解釋。

在這模型中，重子數（B）跟輕子數（L）並不守恆，但重子數減去輕子數的差（B-L）是守恆的。在這模型中，一個破壞重子數守恆的過程（以質子衰變為例）如下所示：
| d   | + | u   | + | u   | → | d   | +  | d   | + | e+  | 費米子層次的交互作用   |
| VVT | + | TVT | + | VTT | → | VVT | +  | VVT | + | TTT | 粒生子層次的交互作用   |
| p   | p | p   | p | p   | → | π0  | π0 | π0  | + | e+  | 粒子探測器觀測到的現象 |
在哈拉里與塞伯格所擴展的版本中，粒生子有自己的色荷跟超色荷（hypercolour），而這可以解釋為何目前已觀測到的輕子跟夸克是唯一可行的組合；此外，透過運用特定的假設，是可以說明為何這模型正好允許三個世代的輕子跟夸克的。

## 證據
截至目前為止，並無科學證據顯示輕子跟夸克是由其他東西所構成的；但另一方面，也並沒有深層的理由說明說為何在更短的距離內類似的次結構不會出現。在2008年，Piotr Zenczykowski由非相對論性的O(6)相空間出發，並從中推導出了粒生子模型，他的推導基於基本原則與克利福德代数的結構，並在完整重現粒生子模型的同時，自然地解釋了一些在原始模型中看似晦澀且看似出自人為加工的特徵。

## 大眾文化中的粒生子模型
- 科幻小說家馮達·N·麥金太爾（英语：Vonda N. McIntyre）在她根據《星际旅行II：可汗怒吼》與《星际旅行III：石破天惊》的腳本改編的小說中，指出故事中的創世裝置產生的效應可能是因為物質中新發現的、類似粒生子的次結構所致。
- 科幻小說家詹姆斯·霍根在他的小說《辞别过去的远航》（Voyage from Yesteryear）中特別提出一個類似粒生子的模型，做為故事中開發反物質武器和能源所用的基本理論。